# ذراع سمار
ذراع سمار (به عربی: ذراع السمار) یک شهرداری در الجزایر است که در ناحیه المدیه واقع شده‌است. ذراع سمار ۷٬۴۶۵ نفر جمعیت دارد.